# 酒精相關犯罪

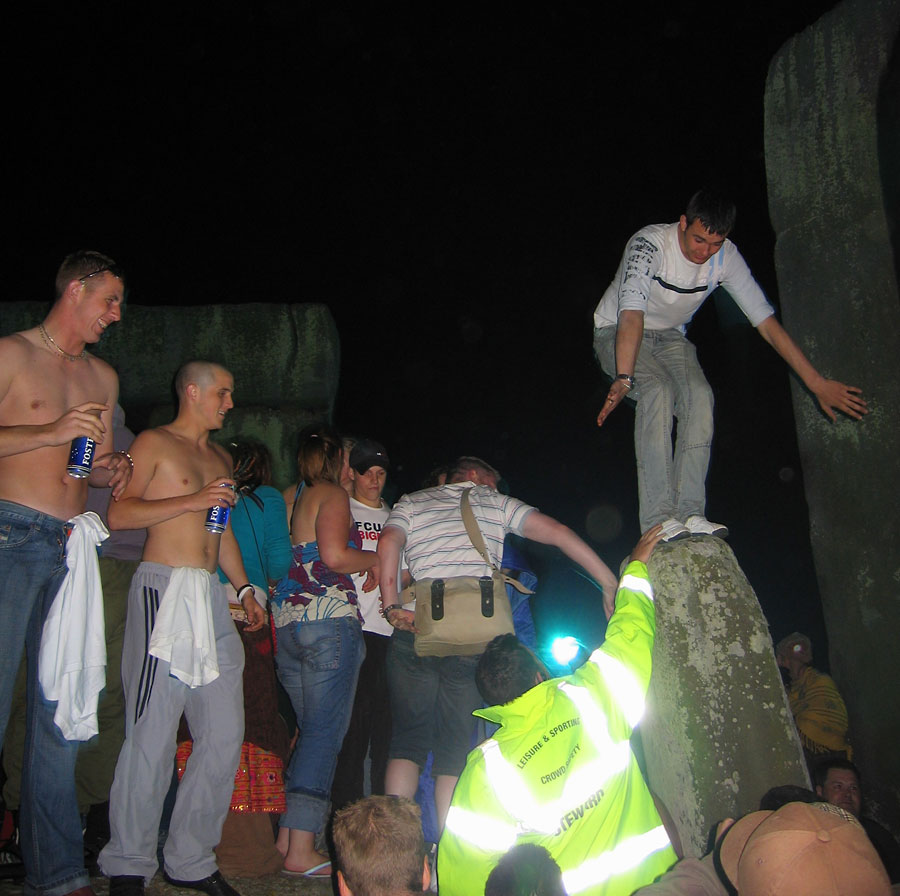
聚眾暴飲會促使警方以觸犯公共場合醉酒和騷擾公眾秩序的罪名而採取行動。相片中有人爬上英國的巨石陣即為觸犯這類罪名的實例。

酒精相關犯罪（英語：Alcohol-related crime）指的是涉及飲酒，以及違反有關銷售或使用酒精規定的犯罪活動；換言之，就是違反酒精法規所做的活動。在美國，違反合法飲酒年齡的規定以及酒後駕駛是最普遍的酒類相關犯罪行為，也是全球許多（如果非絕大多數）國家的主要問題。同樣的，在美國和其他地方因酒精相關犯罪而遭逮捕的案件，在警方逮捕的案件中佔有很高比例。
通常是加害者比受害者更會處於醉酒狀態。酒精取得容易程度和消費比率與在開放空間中的騷擾行為、遊蕩、乞討、以及行為不檢呈正相關；而在家庭暴力，以及暴力犯罪，會因特定國家和文化之間的具體情況而有不同。研究發現會增加酒精相關暴力發生的因素包括有難養型氣質、注意力不足過動症、敵意想法、家庭暴力史、學校成績不佳、不良同儕、具有酒精會導致犯罪的信念、衝動、以及反社會人格障礙。
在2000年代初期，估計在美國，與酒精相關犯罪的經濟成本就超過2,050億美元，是所有其他與藥物相關犯罪所造成成本的兩倍。而英國在對應的時期，犯罪及其反社會影響所造成的經濟成本估計為73億英鎊。而另一項對英國與酒精有關犯罪的經濟成本研究，則認為比前項估計更高，在80到130億英鎊之間。在俄羅斯、墨西哥和有些非洲地區，危險的飲酒模式尤其是種重大的問題。
目前人們對於酒精與暴力之間的關係尚未完全清楚，因為這些在不同個體上影響各不相同。雖然飲酒與犯罪和暴力呈正相關，但並不存在簡單、因果、和直接的關係。對於酒精使用疾患的研究和理論顯示，在各式原因之中，飲酒之後會降低觸犯者對其行為後果的感知和意識。世界衛生組織（WHO）指出，在有害飲酒方式所造成的社會問題中，“由飲酒而產生的犯罪和暴力行為”是最重要的問題。

## 類型
一些犯罪類型與酒精存有獨特的聯繫，例如公共場合醉酒或違反合法飲酒年齡的規定，而另外有些犯罪更容易伴隨飲酒而發生。

### 家庭暴力和虐待兒童
家庭暴力通常與酒精不當使用同時發生。有三分之二的家庭暴力受害者報告發生的因素之一是由於飲酒。適度飲酒者與輕度飲酒者和不喝酒的人相比，發生親密暴力的頻率會較高，但通常是重度和/或暴飲者會做出長期和嚴重的攻擊模式。發生人體攻擊的機率、頻率、和嚴重程度都與飲酒呈正相關。反過來，針對酒精使用疾患實施婚姻伴侶行為治療可把暴力行為降低。研究結果顯示，酒精使用疾患和虐待兒童之間可能存在聯繫。

### 酒後駕駛
Driving under the influence (DUI)或是driving while intoxicated (DWI)均表示駕駛者在酒精或其他藥物（包括醫生開出的處方藥）影響之下駕駛機動車輛的犯罪行為（而一般的中文翻譯均為酒後駕駛）。
對於飲酒，界定駕駛達到醉酒的程度通常由血液酒精濃度（BAC）的測量值來確定；但也可使用呼氣式酒精檢測儀來測定，這種呼氣測量法簡稱為BrAC。當BAC或是BrAC測量值超過特定閾值水準的時候（例如0.08%），就構成刑事犯罪，無需取得另外的證明。在某些司法管轄區，對於較高的BAC（例如0.12%、0.15%或、0.25%）會加重刑罰。在許多司法管轄區，警察可對被認為有嫌疑者當場測試，以確定其是否觸法。

### 藥物促成的性侵犯
酒精不當使用會增加個人遭受或是對他人施加性暴力的風險。藥物促成的性侵犯(DFSA)是在受害者因飲酒或服用其他藥物而喪失行為能力後，而遭到的性侵犯。酒精既容易又可合法取得，仍是最常用到的迷姦藥物，據說用於大多數性侵犯均以此為工具。許多攻擊者採用酒精，是因為通常受害者願意飲用，並且可被哄到攝取，而失去抑制能力或是意識的程度。在大多數（但非全部）司法管轄區，與無意識的受害者發生性關係會被認定為強姦，他們在受害者因飲酒過多而失去知覺，對其侵害，就是“藉機強姦”的行為。

### 酒精摻入甲醇
當私酒中摻入甲醇時，就會發生甲醇中毒事件爆發。甲醇對人體有很高的毒性。例如，如果攝入少至10毫升的純甲醇，甲醇會分解成甲酸，甲酸會破壞視神經而導致永久性失明，而30毫升的甲醇就有致命的可能，通常甲醇的中位致死劑量是100毫升（3.4液量盎司），即每公斤體重1至2毫升純甲醇。參考劑量則是每日每公斤體重0.5毫克。毒性作用在攝入之後需要數小時才會開始，而採用有效的解毒劑通常可防止永久性損害。由於甲醇的外觀和氣味與乙醇（酒精）相似，因此很難辨識。

### 公共場合醉酒
公共場合醉酒是在許多司法管轄區常見的問題。犯罪者往往是社會低層人士，這種犯罪的再犯率非常高，多次被逮捕、監禁、但在無治療後被釋放。因公共場合醉酒而被捕的人數之多，往往反映的是相同犯者遭受重複逮捕的緣故。

### 搶劫和暴力犯罪
搶劫和暴力犯罪往往涉及到飲酒，此類犯罪與飲酒之間存在正相關的關係。在美國，15%的搶劫案、63%的親密暴力事件、37%的性侵犯、45-46%的人身攻擊、和 40-45%的兇殺案都涉及使用酒精。一項美國在1983年的研究發現，在被捕的暴力犯罪者中，有54%在犯罪前飲酒。英國在2015/2016年，參與暴力犯罪的人中有39%受到酒精的影響。國際研究結果類似，估計全世界有63%的暴力犯罪都涉及使用酒精。

## 預防和執法
犯罪學家Hung ‐ En Sung在2016年所做的研究結論是，通常執法在減少酒駕方面並未發生效力。世界上大多數酒駕者最終都未遭逮捕。而至少三分之二與酒精有關的死亡事故是由反復醉酒的司機所造成。Hung ‐ En Sung對控制酒後駕駛和酒精相關事故的措施評論時指出，有效的措施應包括“把達到觸法的血液酒精濃度降低，控制酒類銷售店家，禁止未成年人夜間駕駛，提供矯正教育計劃（包括對違法者吊銷執照，以及對高風險違法者的處置採取法庭監控（court monitoring）。”
一般而言，那些針對降低社會酒精消費的計劃（包括學校教育），均被視為有效的長期解決方案。而針對減少成年人觸犯飲酒暴力的策略則有不同程度的功效。
酒精的使用與犯罪有既定的聯繫，因此，對酒精相關的街道混亂採行警方巡邏，並對酒精銷售單位進行合規檢查，已證明可成功減少公眾對犯罪活動的看法和恐懼。

## 相關賦稅
- 庇古稅，徵收，用於補償這些商品（此處指酒精）對社會造成的損害。
- 罪惡稅（英语：sin tax），這種賦稅是種消費稅，目的是提高價格以設法把商品的消費量降低，如果無法把消費量降低的話，也達到增加稅收的目的。